# Hemimetopius angulitarsis
Hemimetopius angulitarsis là một loài tò vò trong họ Ichneumonidae.